# Lentillères
Lentillères település Franciaországban, Ardèche megyében. Lakosainak száma 236 fő (2022. január 1.). Lentillères Ailhon, Chazeaux, Prades, Prunet és Saint-Cirgues-de-Prades községekkel határos.

## Népesség
A település népességének változása:
| Lakosok száma | 121  | 121  | 151  | 205  | 233  | 233  | 231  | 232  | 234  | 236  |
|               | 1968 | 1982 | 1990 | 2006 | 2013 | 2015 | 2017 | 2019 | 2020 | 2022 |